# 葉木駅
葉木駅（はきえき）は、熊本県八代市坂本町葉木にある、九州旅客鉄道（JR九州）肥薩線の駅である。

## 歴史
- 1942年（昭和17年）12月21日：葉木仮乗降場として鉄道省が開設[2]。
- 1945年（昭和20年）11月20日：駅員配置[3]。
- 1947年（昭和22年）3月1日：葉木駅に昇格[4]。
- 1960年（昭和35年）9月25日：熊本国体漕艇競技開催のためホーム延伸（35m）及び駅舎・改札口改装[3]。
- 1962年（昭和37年）4月1日：業務委託駅となる[3]（日本交通観光社に委託）[5]。
- 1984年（昭和59年）2月1日：荷物扱い廃止[6]。無人駅化[7]。
- 1987年（昭和62年）4月1日：国鉄分割民営化により九州旅客鉄道が継承[8]。

## 駅構造
単式ホーム1面1線を有する地上駅で無人駅。元々は有人駅でホームと高さを合せた高床式の駅舎が残存していたが2015年末に解体され、2016年3月に簡易待合室のものに建て替えられた。

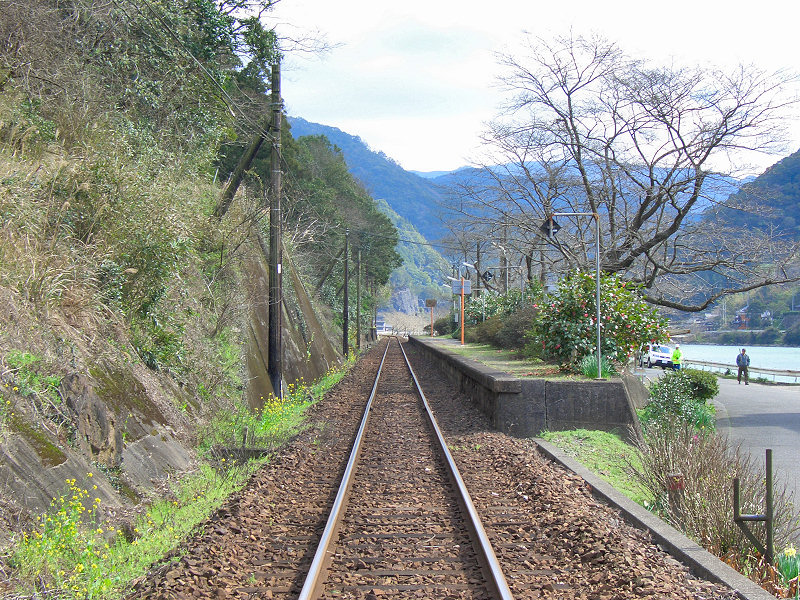
ホーム
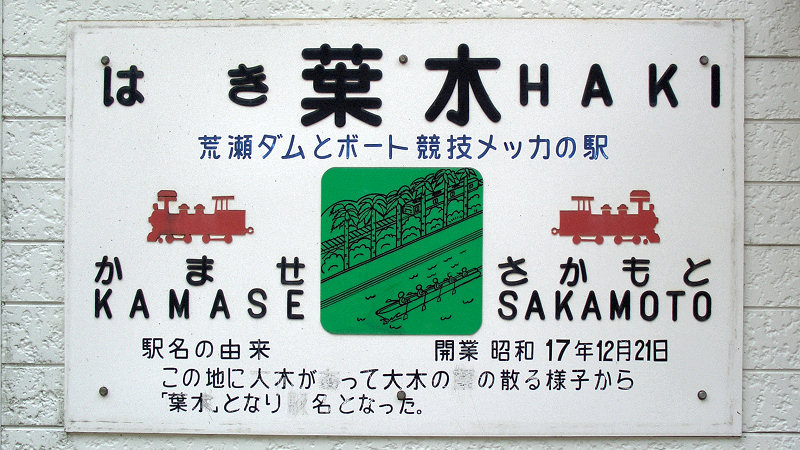
荒瀬ダムのボート競技を描いた駅名標

## 利用状況
1日平均乗車人員及び乗降人員は以下の通り。
| 年度   | 1日平均 乗車人員 | 1日平均 乗降人員 |
| ------ | ---------------- | ---------------- |
| 2000年 | 56               | 125              |
| 2001年 | 56               | 124              |
| 2002年 | 47               | 107              |
| 2003年 | 48               | 107              |
| 2004年 | 40               | 90               |
| 2005年 | 35               | 79               |
| 2006年 | 21               | 50               |
| 2007年 | 25               | 58               |
| 2008年 | 27               | 63               |
| 2009年 | 31               | 69               |
| 2010年 | 36               | 78               |
| 2011年 | 29               | 65               |
| 2012年 | 25               | 57               |
| 2013年 | 24               | 53               |
| 2014年 | 25               | 56               |
| 2015年 | 21               | -                |

## 駅周辺
駅前を球磨川が流れている。また、この付近はかつて荒瀬ダムのダム湖となっていた。
- 葉木橋
- 鶴之湯旅館
- 荒瀬ダムボートハウス（閉鎖中） - くまもとアートポリス推進賞受賞施設。
- さかもと温泉センター球麗温（）
- 国道219号
- 熊本県道60号芦北坂本線
- 熊本県道158号中津道八代線

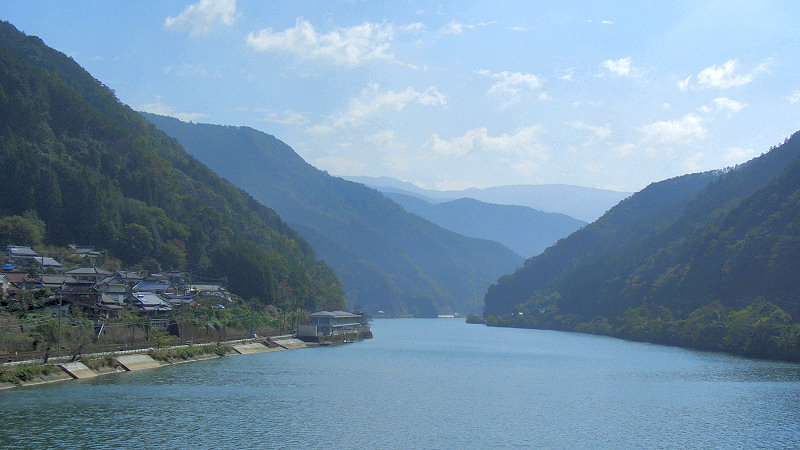
葉木橋から眺める球磨川 一帯は荒瀬ダム湖となっている
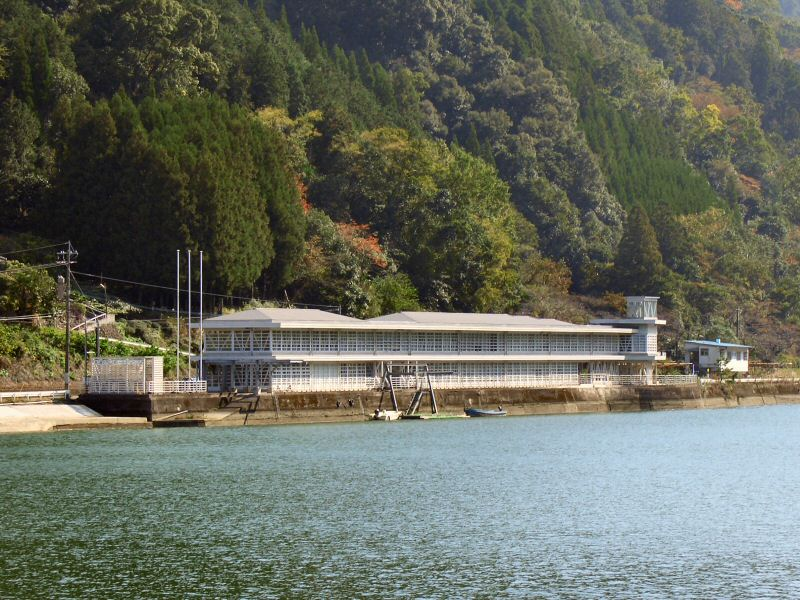
対岸から見たボートハウス 駅はこの裏側にある

## 隣の駅
九州旅客鉄道（JR九州）
■肥薩線
坂本駅 - 葉木駅 - 鎌瀬駅